# Erora badeta
Espèce
Erora badeta  est une espèce d'insectes lépidoptères de la famille des Lycaenidae, de la sous-famille des Theclinae, du genre Erora.

## Dénomination
Erora badeta a été décrit par William Chapman Hewitson en 1873 sous le nom initial de Thecla badeta.

### Nom vernaculaire
Erora badeta se nomme Badeta Hairstreak en anglais.

## Description
Erora badeta est un petit papillon aux antennes et aux ailes annelées de marron et de blanc, avec deux fines queues, une longue et une courte à chaque aile postérieure.
Le dessus du mâle est bleu largement bordé de noir, celui de la femelle est beige foncé;
Le revers du mâle est vert brillant, celui de la femelle est jaune verdi avec aux ailes postérieures un gros ocelle rouge pupillé de noir entre les deux queues.

### Chenille
La chenille est jaune verdi, longue de 5 mm.

## Écologie et distribution
Erora badeta est présent au Costa Rica, au Brésil et en Guyane,.

### Protection
Pas de statut de protection particulier.